# Proteïnogeen aminozuur

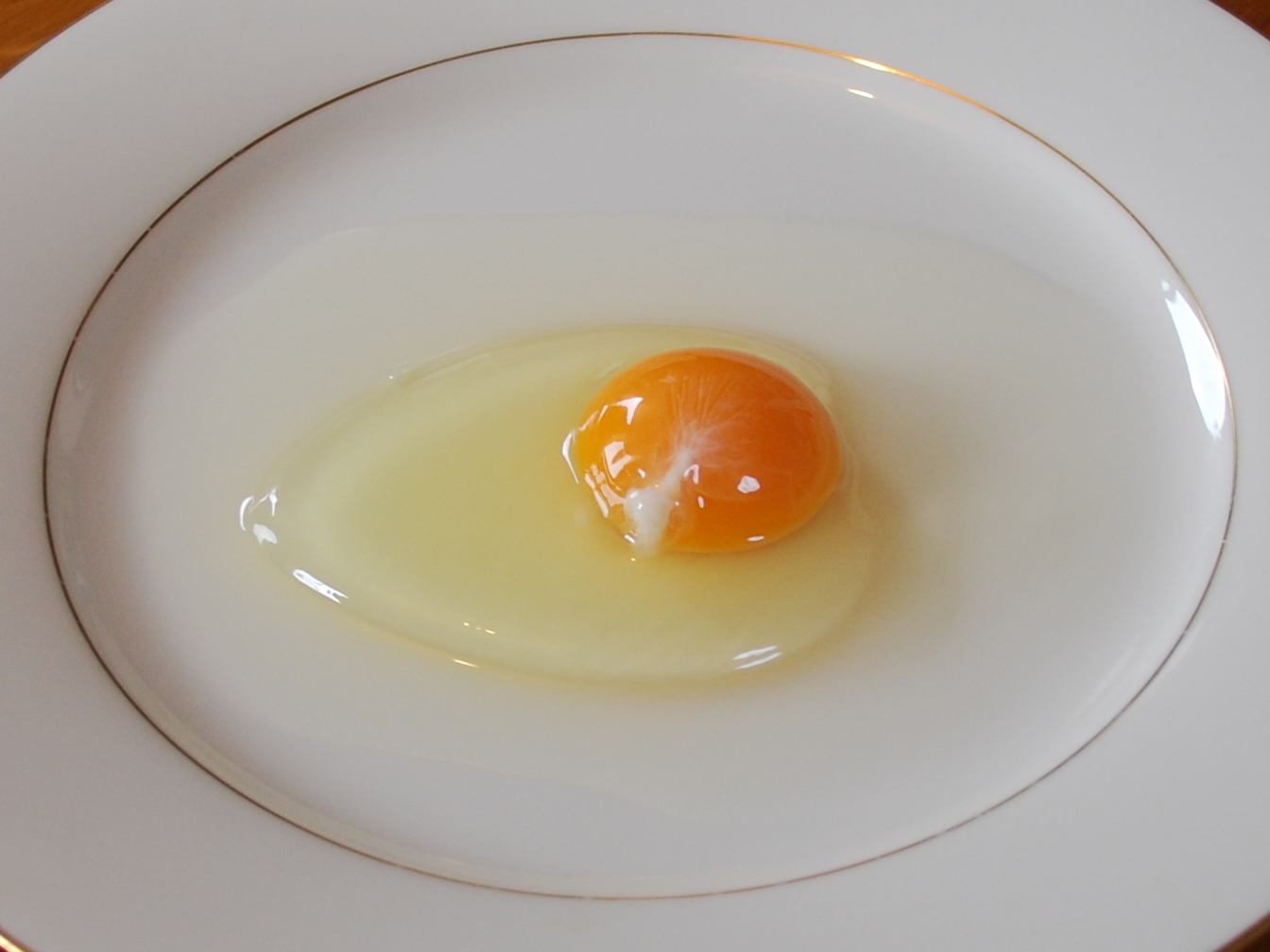
In een kippenei komen twintig van de 22 proteïnogene aminozuren voor.

Proteïnogene aminozuren zijn aminozuren die tijdens de translatie van de genetische code naar een polypeptide direct ingebouwd worden in de peptideketen.  
Naast deze aminozuren zijn er ook aminozuren waarvoor geen codon bestaat, die niet-proteïnogene aminozuren worden genoemd. Sommigen hiervan spelen een rol in biologische systemen, anderen zijn alleen als laboratoriumcuriositeit bekend. Niet-proteïnogene aminozuren kunnen voorkomen in peptiden. Hierbij wordt tijdens de translatie eerst een uitgangsstof in de polypeptideketen opgenomen, waarna deze uitgangsstof in een posttranslationele modificatie omgezet wordt in het gewenste aminozuur.  Het voorkomen van niet-proteïnogene aminozuren in peptides heeft vaak tot gevolg dat de organismen waarin deze peptides voorkomen giftig zijn voor hun natuurlijke vijanden.

## Overzicht van aminozuren
| Proteïnogene aminozuren | Niet-proteïnogene α-aminocarbonzuren | Niet-proteïnogene α-aminocarbonzuren                                                          | Niet-proteïnogene α-aminocarbonzuren  | Overige aminozuren                                                                                                  |
| Proteïnogene aminozuren | In polypeptiden | Biologisch belangrijk, niet in peptiden                                                       | Overige α-aminocarbonzuren            | Overige aminozuren                                                                                                  |
| --- | --- | --------------------------------------------------------------------------------------------- | ------------------------------------- | --- |
| - Alanine - Arginine - Asparagine - Asparaginezuur - Cysteïne - Fenylalanine - Glutamine - Glutaminezuur - Glycine - Histidine - Isoleucine - Leucine - Lysine - Methionine - Proline - Pyrrolysine - Selenocysteïne - Serine - Threonine - Tryptofaan - Tyrosine - Valine | - Alliine - Allylcysteïne - 1-aminocyclopropaan-1-carbonzuur - 2-amino-2-methylpropaanzuur - Citrulline - Cystathionine - Cystine - Dehydroalanine - Glutamaat-5-semialdehyde - 6N,6N-dimethyllysine - Ethionine - Felinine - Fosfatidylserine - Fosfoserine - Homocysteïne - Hydroxylysine - Hydroxyproline - Levodopa - N-methyl-D-asparaginezuur - 6N-methyllysine - Pendetide - Pentetinezuur - Sarcosine - Selenomethionine - Theanine - 6N,6N,6N-trimethyllysine | - Azetidine-2-carbonzuur - Citrulline - Kaïnezuur - Ornithine - Thyroxine - Tri-joodthyronine | - Eflornithine - EDTA - Ergothioneïne | - 5-amino-4-oxo-pentaanzuur - Antranilzuur - Aspartaam - Baclofen - Gabapentine - Gamma-aminoboterzuur - Lisinopril |